# Synesius Alexandr Košťál
Synesius Alexandr Košťál, pokřtěn jako Synesius Jan Václav Košťál (12. května 1849 Lázně Bohdaneč – 20. února 1925 Praha), byl český úředník drah, příležitostný autor básní.

## Život
Narodil se v Bohdanči č. 112, v rodině Jana Košťála ("katolík, saused zdeyssi") a jeho manželky Johanny, rozené Kuttnerové. V roce 1868 absolvoval reálku v Pardubicích. Civilním povoláním byl zaměstnanec ČSD (před rokem 1918 Císařsko-královské státní dráhy). Dosáhl funkce vrchního inspektora ČSD.

### Rodinný život
Synesius Košťál byl ženat s Františkou, rozenou Vaňkovou (1853–??), se kterou měl pět dětí. Od roku 1885 byla rodina policejně hlášena v Praze.

## Dílo

### Básně
Básně Synesia Košťála vyšly v almanaších:
- Blahé zlaté mládí (vydali Jan Fišer a František Hrnčíř, Pardubice 1884: báseň Ruměnec)[6]
- Blahé zlaté mládí (vydali Jan Fišer a František Hrnčíř, Pardubice 1885: báseň Prudký strážce)[7]

### Sporné autorství
- Jako dílo Synesia Košťála uvádí databáze NK ČR a další zdroje publikaci Runová magie".[8] Podtitul však uvádí, že se jedná o „překlad dle motivů S. A. K.“ a podle Československé bibliografické databáze je autorem Sigfried Adolf Kumer.[9]